# Francine Peeters
Pour les articles homonymes, voir Peeters.
Francine Peeters, née le 23 février 1957, est une ancienne athlète belge spécialisée dans les courses de longue distance et le cross-country.
Elle a concouru au Marathon féminin aux Jeux olympiques d'été de 1984, à Los Angeles. Elle a remporté quatre titres nationaux.